# Тофия
То̀фия (на италиански: Toffia) е село и община в Централна Италия, провинция Риети, регион Лацио. Разположено е на 262 m надморска височина. Населението на общината е 1002 души (към 2010 г.).